# San Maurizio (Mailand)

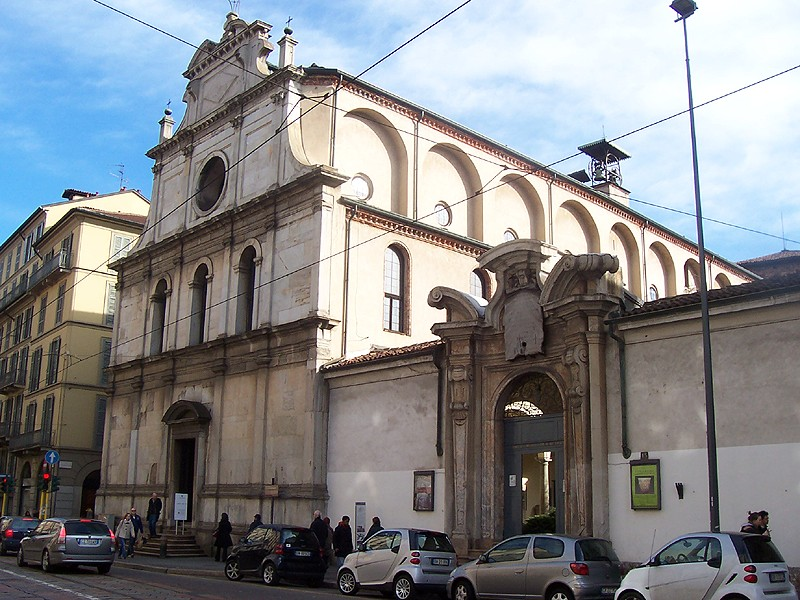
Hauptfassade am Corso Magenta

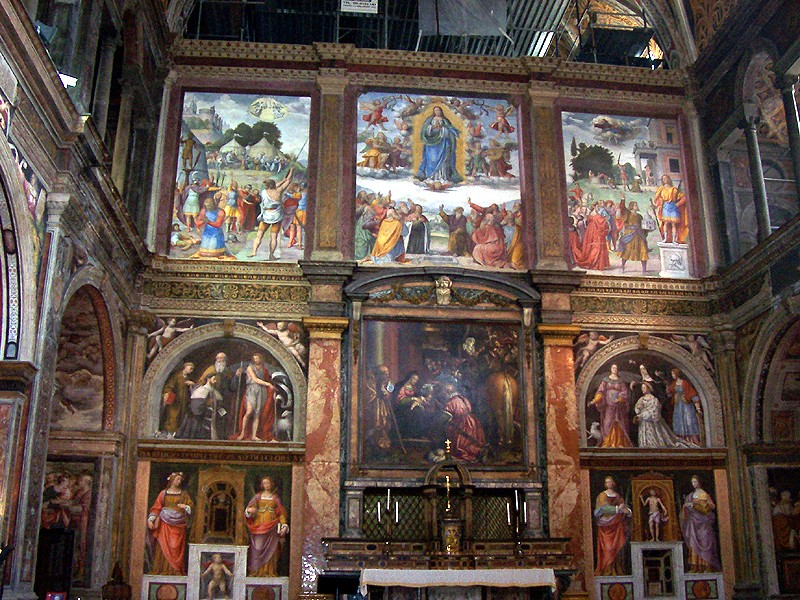
Lettner mit Fresken von 1530 und 1579

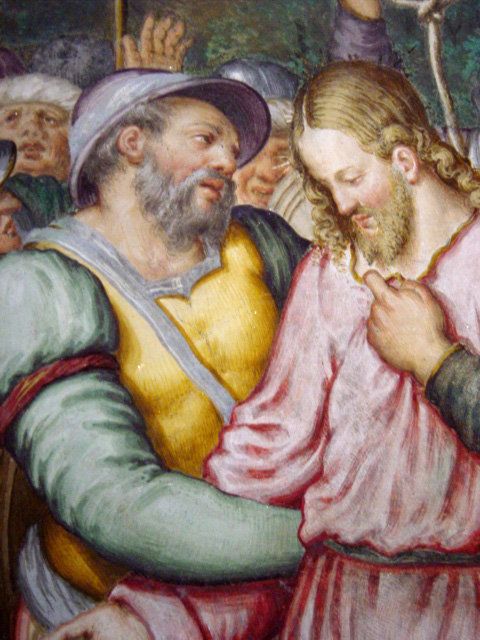
Gefangennahme Jesu, Fresko von B. Luini, um 1510–1530

San Maurizio al Monastero Maggiore in Mailand ist eine Klosterkirche des 16. Jahrhunderts, die durch ihre vollständige Ausmalung mit Renaissance-Fresken herausragt und darum auch die „Sixtinische Kapelle Mailands“ genannt wird.

## Geschichte
Die Kirche steht am heutigen Corso Magenta, außerhalb der römischen Stadtmauer auf den Ruinen des antiken Circus, aber innerhalb der mittelalterlichen Mauern. Ein Vorgängerbau ist 823 erstmals erwähnt. Die Kirche war Teil eines bedeutenden Benediktinerinnenklosters. Ursprünglich der Gottesmutter geweiht, erhielt sie das Patrozinium des hl. Mauritius, nachdem Kaiser Otto I. dem Kloster, dem eine Schwester von ihm angehörte, 964 eine Reliquie des Heiligen geschenkt hatte. 
Die heutige Kirche wurde ab 1503 vermutlich nach Plänen von Giovanni Giacomo Dolcebono begonnen. Mit der Fassade war 1579 der Bau abgeschlossen.
Das Kloster wurde nach wechselvoller Geschichte 1798 aufgehoben. Danach war die Kirche dem Verfall ausgesetzt, sodass sie schließlich geschlossen werden musste. Nach der Restaurierung der Fresken, die 25 Jahre dauerte und von zahlreichen Stiftern und Sponsoren mitfinanziert wurde, konnte sie 2010 wieder zugänglich gemacht werden.  Die Kirche ist räumlich mit dem Museo Archeologico di Milano verbunden.

## Architektur
Die Wandpfeilerkirche mit Emporen ist außen eher schlicht gegliedert; die Giebelfassade ist nach Norden orientiert, an der Ostseite folgen Rundfenster zur Belichtung der Seitenkapellen und darüber Bogenfenster für die Emporen. 
Das zehn Joche lange, steil aufragende Innere wird durch einen Lettner in Bereiche für Nonnen und Laien geteilt.
Bei Aufräumungsarbeiten nach dem Zweiten Weltkrieg fand man heraus, dass der Campanile der Klosterkirche San Maurizio ein ehemaliger Turm der spätantiken Pferderennbahn von Mediolanum war. Auch wenige Meter weiter westlich wurde ein massiver Turm entdeckt, der Teil der unter Kaiser Maximian errichteten neuen Stadtmauer war. Schon im Frühmittelalter war zwischen diesen beiden Türmen der Kreuzgang eines besonders großen Benediktinerinnenklosters angelegt worden, des Monastero Maggiore.
Architekturreste dieses Klosters, das nach der Säkularisation zunächst als Kaserne genutzt wurde, sind östlich der Kirche (Via Luini 3–5) erkennbar. Westlich ist das Civico Museo Archeologico in einen modernen Bau auf dem alten Klostergelände eingezogen.

## Ausstattung
Von besonderer Bedeutung ist die im Laufe des 16. Jahrhunderts fortgeschrittene Ausmalung durch beste lombardische Maler.
- Die Reihe der Heiligen im Nonnenchor malten Nachfolger Leonardos um 1505–1510. Der Passionszyklus ist ein Werk des Bernardino Luini.
- Das Mittelbild des Lettners, zugleich Altarbild des Laienaltars, stellt die Anbetung der Heiligen Drei Könige dar und stammt von dem manieristischen Maler Antonio Campi aus Cremona, 1579. Es wird umgeben von Heiligenszenen Luinis, um 1530.
- Auch die Legende der Hl. Katharina in einer der westlichen Kapellen schuf Luini 1530, andere stammen von seinen Schülern.
- Auf der Fassadeninnenseite sind die Heimkehr des verlorenen Sohnes und die Vertreibung der Wechsler aus dem Tempel von Simone Peterzano aus Bergamo (um 1580) zu sehen.